# A Letter to the Princess
A Letter to the Princess è un cortometraggio muto del 1912 diretto da Ashley Miller. È il quinto episodio del serial What Happened to Mary?, prodotto dalla Edison Company che ha come protagonista Mary Fuller e che viene considerato il primo serial della storia del cinema girato negli Stati Uniti.

## Trama
Incaricata di consegnare personalmente una lettera a una principessa, Mary arriva in un sobborgo di Londra seguita da un agente di un governo straniero che osserva i suoi movimenti e che, avvicinatala, si presenta come un suo collega, chiedendole di consegnare a lui la lettera. Nello scompartimento del treno in cui i due si trovano, entra però un sacerdote, il reverendo Cooper, che li interrompe. Giunta a Londra, Mary chiede a Cooper di accompagnarla in albergo, da dove scrive alla principessa della lettera che deve consegnarle. Il suo messaggio viene però intercettato dall'agente nemico. Quando riceve risposta, Mary crede che l'appuntamento che le è stato fissato sia da parte della principessa e, quando viene ricevuta da un'elegante signora, le consegna senza sospetti la lettera. Ma, all'ultimo, si rende conto che l'autista che l'ha portata fin là, non è altri che l'agente nemico che ha già cercato di ingannarla. Riesce a riprendersi il documento e a fuggire, inseguita dal falso autista. Finisce per entrare in un'altra abitazione lì nei pressi, dove si sta svolgendo in giardino un grande ricevimento. La sua richiesta di protezione provoca lo sconcerto del suo inseguitore e lei si rende conto che la padrona di casa non è altri che la principessa a cui consegna finalmente lo scottante documento.

## Produzione
Il film fu prodotto dalla Edison Company.

## Distribuzione
Distribuito dalla General Film Company, il film - un cortometraggio in una bobina, quinto episodio del serial What Happened to Mary? - uscì nelle sale cinematografiche statunitensi il 22 novembre 1912, distribuito in novembre anche nel Regno Unito.